# Roazhon Park
Het Stade Roazhon Park is een voetbalstadion in de Franse stad Rennes. Het is de thuishaven van Stade Rennes, dat uitkomt in de hoogste voetbalcompetitie van Frankrijk, de Ligue 1. Het stadion beschikt na meerdere renovaties over een capaciteit van 29.778 zitplaatsen.
Het recordaantal toeschouwers werd bereikt in 2005, toen 29.490 fans zagen hoe Olympique Marseille werd verslagen met 3-2.
Het stadion is twee keer het decor geweest voor het Frans voetbalelftal, dat waren een oefeninterland tegen Bosnië Herzegovina in 2004 (1-1) en een oefeninterland tegen het Albanees voetbalelftal in 2014 met dezelfde einduitslag.